# Chris Marquette

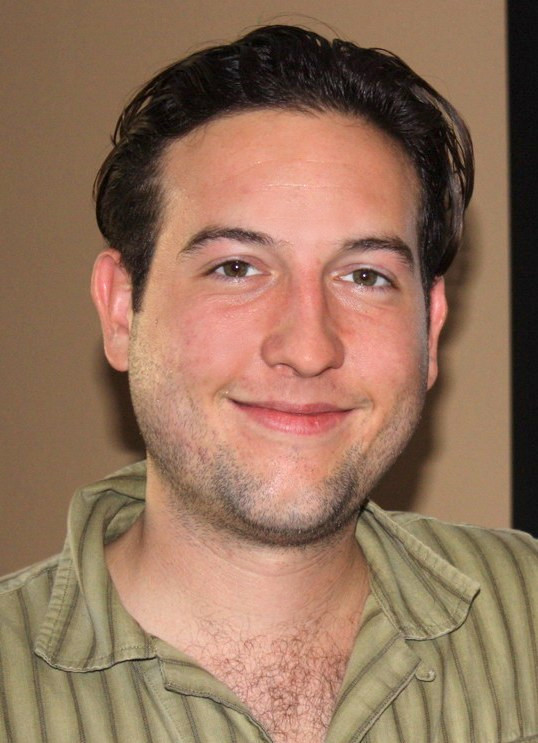
Chris Marquette (2008)

Christopher Marquette (* 3. Oktober 1984 in Stuart, Florida; eigentlich Christopher George Rodríguez) ist ein US-amerikanischer Schauspieler.

## Biografie

### Privatleben
Marquette kam als Kind von Jorge Luis Rodriguez und Patricia Helen Market zur Welt. Chris hat zwei jüngere Brüder namens Eric und Sean Marquette, die ebenfalls Schauspieler sind. Er unterstützt mehrere Wohltätigkeitsprojekte.

### Karriere
2004 stand er neben Emile Hirsch, Elisha Cuthbert und Timothy Olyphant für die Teenie-Komödie The Girl Next Door vor der Kamera. Von 2003 bis zur Absetzung der CBS-Serie 2005 gehörte er zur Stammbesetzung von Die himmlische Joan, in der er neben Amber Tamblyn und Jason Ritter mitwirkte.
Zudem hatte er eine Nebenrolle in der Filmkomödie Wild X-Mas mit Ryan Reynolds, Amy Smart, Anna Faris und Chris Klein. In dem Filmdrama Alpha Dog – Tödliche Freundschaften von Nick Cassavetes war er 2007 neben Emile Hirsch, Justin Timberlake und Ben Foster besetzt. In Unsichtbar – Zwischen zwei Welten, dem Remake des schwedischen Films Invisible – Gefangen im Jenseits, war Marquette als bester Freund des Hauptcharakters (dargestellt von Justin Chatwin) zu sehen.
Im Frühling 2006 wurde Fanboys, u. a. mit Sam Huntington und Kristen Bell, in New Mexico gedreht. Der Kinostart wurde auf 2008 verschoben, da im September 2007 noch Szenen nachgedreht werden mussten. Im Frühjahr 2007 drehte er Infestation, eine Action-Komödie des Regisseurs Kyle Rankin, in der er die Hauptrolle eines jungen Mannes namens Cooper spielte.
Neben seinen Auftritten in Kinofilmen war Marquette auch in Fernsehserien zu sehen. In Strong Medicine und Die himmlische Joan hatte er größere Rollen. Außerdem hatte er Gastrollen u. a. in Emergency Room, Ein Hauch von Himmel, Eine himmlische Familie, Boston Public und Für alle Fälle Amy.

## Filmografie (Auswahl)
Serien
- 2001 Das Geheimnis von Pasadena
- 2000–2005: Strong Medicine: Zwei Ärztinnen wie Feuer und Eis (Strong Medicine, 31 Folgen)
- 2003–2005: Die himmlische Joan (Joan of Arcadia, 44 Folgen)
- 2011: Dr. House (House, M.D, Folge 7x17)
- 2011: Criminal Minds (Folge 6x02)
- 2012: Hawaii Five-O (Folge 3x05)
- 2016: Lucifer 1 Folge (01x4)
- 2018, 2022: Barry (fünf Folgen)

Filme
- 1998: Die Arche Norman (Noah)
- 1999: The Tic Code
- 2000: Up, Up, and Away
- 2003: Freddy vs. Jason
- 2004: The Girl Next Door
- 2005: Wild X-Mas (Just Friends)
- 2006: American Gun
- 2006: Alpha Dog – Tödliche Freundschaften (Alpha Dog)
- 2007: Unsichtbar – Zwischen zwei Welten (The Invisible)
- 2007: Charlie Banks – Der Augenzeuge (The Education of Charlie Banks)
- 2008: Fanboys
- 2009: Die Jagd zum magischen Berg (Race to Witch Mountain)
- 2009: Infestation – Nur ein toter Käfer ist ein guter Käfer (Infestation)
- 2010: The Rite – Das Ritual (The Rite)
- 2014: Bad Country
- 2016: Ruf der Macht – Im Sumpf der Korruption (Misconduct)